# Mulyo Harjo (Bulan Tengah Suku Ulu)
Mulyo Harjo is een bestuurslaag in het regentschap Musi Rawas van de provincie Zuid-Sumatra, Indonesië. Mulyo Harjo telt 2467 inwoners (volkstelling 2010).